# Pieces (пісня Sum 41)
Pieces — другий сингл з альбому «Chuck» канадської панк-рок-групи Sum 41. В цій пісні розповідається про людину, яка намагається підлаштуватись під когось, щоб життя здавалось легшим, але в результаті розуміє, що таке життя його не влаштовує. Пісня також розповідає про відносини, які коли-небудь мають закінчитися.

## Список композицій
1. «Pieces» (альбомна версія)
2. «Pieces» (акустична версія)
3. «We’re All to Blame» (альбомна версія)
4. «Pieces» (Відеокліп)

## Виконавці
- Деррік «Bizzy D» Уіблі — гітара, вокал
- Дейв «Brownsound» Бекш (Dave Baksh) — гітара, бек-вокал
- Джейсон «Cone» МакКеслін — бас-гітара, бек-вокал
- Стів «Stevo32» Джокс — ударні, бек-вокал

## Чарти
| Чарт (2005)                         | Пікова позиція |
| ----------------------------------- | -------------- |
| Canadian Singles Chart              | 1              |
| German Singles Chart                | 84             |
| US Billboard Modern Rock Tracks     | 14             |
| US Billboard Bubbling Under Hot 100 | 7              |